# 배틀 시티
배틀 시티(Battle City, 일본어: バトルシティー)은 1985년 발매된 남코(이후 반다이 남코 엔터테인먼트)의 액션 게임이다. 기본적으로는 무한 루프를 타는 (1~70스테이지) 롬과, 특수 탱크가 나오는 (71~ ) 롬이 있다.

## 역사
1980년에 아케이드용으로 탱크 바탈리안이 출시되었고 이 게임을 업그레이드하여 1985년 9월 9일에 리메이크로 출시하였다. 출시 이후 배틀시티 VS가 출시되고 2005년에는 배틀시티 플래시 게임이 출시된 다음 2015년 9월 9일은 배틀 시티가 발매된지 30년이다.

## 게임 내용

### 게임의 진행
플레이어는 탱크 화면 상단에서 각 레벨에서 적의 탱크를 파괴해야 한다. 적 탱크는 플레이어 뿐만 아니라 탱크 플레이어가 모든 20대의 적의 탱크를 파괴하지만 플레이어의 기지가 파괴되면 게임이 종료되거나 또는 플레이어가 사용할 수 있는 모든 생명을 잃을 때 레벨이 완료된다.
고정 화면의 모든 4방향으로 공격이 가능한 슈팅게임이다. 십자키와 버튼을 사용한다. (A 버튼 B 버튼 모두 동일) 1P가 노란색, 2P가 녹색 탱크를 이동하고 일정 수의 적 탱크를 처치하면 스테이지 클리어하고 2인용은 아군의 총알을 받으면 일정 시간 조작 불가능이 된다. 사령부에 공격을 받으면 바로 게임 오버된 후 최고 기록을 갱신하면 알려준다.
배틀시티의 높은 13 단위로 폭 13 단위는 다른 35단계가 포함되어 있다. 각 맵은 지형과 장애물의 다른 유형을 포함하고 있다. 예를 들면, 벽돌 그들을 플레이어의 탱크 또는 적의 탱크 촬영을 함으로 써 파괴될 수 있는 벽, 플레이어에 의해 파괴될 수 있다. 강철 벽 그것은 세 이상의 파워 업 별, 그 아래에 탱크를 숨길 덤불을 수집한 경우를 포함 어려운 탱크와 탱크에 의해 교차할 수 없는 물과 풀을 제어할 수 있도록 아이스 필드 그리고 적의 탱크의 네 점차적으로 더 열심히 종류가 있다. 다른 탱크를 파괴할 수 있도록 미끼가 떨어져 자신의 기지에서 선수를 유혹하기로 적의 탱크 역할을 수 있으므로 게임은 나중에 수준에서 더 도전하게 된다. 또한, 깜박이는 탱크에 대한 파괴될 수 있는 파워 업. 파워 업의 여러 종류가 있다. 탱크의 기호는 여분의 생명, 별, 폭탄은 모든 플레이어의 탱크를 파괴 (별 하나가, 두 별이 두 개의 동시 촬영을 허용 갖는 세 개의 별이 플레이어가 하얀 벽돌을 파괴할 수 있도록 빠른 샷을 가짐) 향상 가시 적의 탱크가 시계의 시간주기 동안 모든 적의 탱크를 동결, 삽은 시간 동안 기지 주변 강철 벽을 추가하고 실드 시간 동안 공격 플레이어의 탱크 데미지를 입힐 수 있다.
배틀시티는 2인용이 동시에 플레이할 수 있도록 이전 게임 중 하나였다. 2인용은 함께 기지를 방어해야 하고, 한 선수가 다른 사람을 공격하는 경우, 친절한 화재 피해자는 잠시 동안 움직일 수 없을 것이다. (하지만 여전히 공격할 수 있다.) 또한 제 중 하나 NES 이러한 사용자 레벨은 이러한의 것과 유사한 방식과 달리 저장되지 않을 수 있지만 선수들은 커스텀 레벨을 만들 수 있는 편집 모드에 액세스할 수 있도록 하는 게임이다.
전체 35면이지만, 같은 맵을 유용했다. "뒷면"도 플레이할 수 있다. 뒷면은 출현하는 적을 더 강하게 되는 고급이다.
게임보이 화면이 그것의 한 부분을 표시만 충분히 전체지도를 표시할 너무 작과 같은 버전은 더 많은 도전이다. 이러한 이유로, 레이더가 참가하였다.

### 스테이지 구성
1주차는 1 ~ 35스테이지로 구성되며 2주차는 36 ~ 70스테이지로 구성된다. 70스테이지를 클리어하면 다시 1스테이지로 돌아간다.

#### 기타 스테이지
VirtuaNES 기준 도구(T) - 보기(V) - 메모리 뷰어(M)에서 , 0085의 숫자는 스테이지의 값이다. (16진수. 00~FF)
즉, 레벨 선택 창을 띄운 상태에서 위 숫자를 바꾸어 주면 71~255, 0스테이지의 플레이가 가능하다.
(71스테이지 : 0085-47, 78스테이지 : 0085-4E, 100스테이지 : 0085-64, 255스테이지 : 0085-FF)
- 선택 창에서 36~64스테이지로 시작하면 1090점짜리 탱크만 출현한다.
- 100스테이지부터는 포를 뒤로 쏘는 탱크가 출현한다.
- 200스테이지부터는 결과 창에서 방향키를 누르면 맵을 선택할 수 있다. (255스테이지 제외)
- 가정용 게임기나 합본롬 팩 중 71탄 이후의 플레이가 가능한 것이 존재한다. (컴퓨터로 덤프된 롬도 존재한다.)

여담이지만 2주차까지 모두 클리어하면 위의 네 가지 타입 외에 포를 앞뒤로 쏘는 새로운 적 탱크가 나온다는 등의 루머가 있었지만 당연히 그런게 존재할리 없다. 다만 스테이지 셀렉트 등으로 35스테이지를 넘어가면 방어형과 같은 체력에 포가 뒤에서 나가는 탱크가 나오긴 한다. 버그인지 원래 그런건지는 불명이다.

### 점수
기본 탱크는 100점, 속도형 탱크는 200점, 속사형 탱크는 300점, 방어형 탱크는 400점, 아이템은 500점이다. 배틀시티의 최고 점수 기록 20000점 이상 돌파하면 탱크의 남은 수가 하나 더 생긴다.

### 건설
배틀시티 타이틀 화면에서 3번째에 있다. 컨스트럭션 모드가 원하는 레벨 디자인을 만들어 놀 수 있다. 건설 화면에 들어가서 나만의 지형을 생성할 수도 있고 없앨 수 있지만 독수리 집과 독수리는 만들기가 불가능하다. 만약 다 만들었다면 나만의 스테이지를 선택한 후 플레이하면 된다.

### 버그
2인용 화면에서 나만의 탱크 겹치기를 할 수 있다.

### 이스터 에그
- 타이틀에서 셀렉트 키를 눌러 "Construction"메뉴 위에 간다.
- 스타트 버튼을 14회 누른다. (=Construction에 들어갔다 나오기를 7회 반복)
- 1P컨트롤러의 ↓아래 화살표를 누른 채 2P컨트롤러의 A버튼을 8회 누른다.
- 1P컨트롤러의 →오른쪽 화살표를 누른 채 2P컨트롤러의 B버튼을 12회 누른다.
- 마지막으로 스타트 버튼을 한 번 더 누르면 프로그래머의 숨겨진 메시지와 짧은 애니메이션이 뜬다.

## 탱크

### 내 탱크
1인용 탱크는 노란 탱크, 2인용 탱크는 초록 탱크다. 자기 탱크의 항목 패널의 "별"을 먹고 1단계씩 업그레이드한다.
- 기본적인 탱크 - 1단계 탱크는 총알은 1발만 발사되고 총알 속도가 느리다.
- 속사포 탱크 - 2단계 탱크는 총알이 빠르다.
- 연사포 탱크 - 3단계 탱크는 총알이 2개씩 나간다.
- 슈퍼 탱크 - 4단계 탱크는 깨지지 않는 하얀 벽을 부술 수 있다.

### 적의 탱크
적 탱크는 4가지 형태가 등장한다. 괄호 안은 1기씩 파괴할 때마다 올라가는 점수이다.
- 기본형(100) : 모든 랭크가 가장 낮은 탱크다.
- 속도형(200) : 이동 속도가 빠른 탱크. 다른 능력은 기본형과 같다. 속도가 빨라서인지 터질 때의 폭발도 다른 탱크에 비해 빠르다. 사령부가 피격되면 게임오버라는 시스템 특성상 가장 주의해야 하는 탱크이다. 다른 탱크들과 달리 한눈을 팔면 어느새 사령부 앞까지 도달하여 왔다갔다하고 있는 경우가 흔하기 때문이다.
- 속사형(300) : 외관은 기본형과 비슷하고 이동 속도도 기본형과 같지만 속사포가 나간다. 오히려 200점짜리 탱크에 비해서 만만한 편이다.
- 방어형(400) : 흔히 "왕탱크"라 불리는 것으로 속도 면에 있어선 기본형과 완전히 같지만 4번 때려야 파괴되기 때문에 별 아이템으로 강화된 상태가 아니라면 괜히 정면으로 붙었다가 자신이 죽는 경우가 흔하다. 후반 스테이지에서 이것들이 떼지어 다니면 그야말로 충격과 공포. 이 탱크를 공격하면 끽끽거리는 효과음이 난다. 참고로 벽을 2칸씩 깎는 슈퍼 탱크로 쏜다고 해도 대미지를 2배로 받는게 아니기 때문에 마찬가지로 4방을 맞춰야 파괴된다.

## 아이템
4, 11, 18기째에 등장하는 빨간색으로 점멸하는 탱크를 맞추면 아이템이 랜덤으로 등장한다.
- 별 : 마이탱크가 강화된다. 노멀 → 속사포 → 속사포+2연사 → 슈퍼탱크(2연사+파괴력 증가+회색블럭 파괴)
- 수류탄 : 화면상의 적 탱크를 전멸시킨다.
- 탱크 : 1UP를 한다.
- 삽 : 일정시간 동안 사령부 주변의 벽이 회색블럭으로 변하며 시간경과 후엔 사령부 주변의 벽도 회복된다. 참고로 변화한 회색벽은 슈탱 상태일 경우 파괴가 가능하다. 단, 맵 컨스트럭션을 통해 직접 만든 맵에서 사령부 주위를 회색 벽으로 만든 경우 삽 아이템을 먹고 일정 시간이 경과되면 일반 갈색 블럭으로 되돌아가기 때문에 맵을 만든 노력이 헛수고가 되어 이 경우엔 일부러 이 아이템을 안 먹는 경우도 많다.
- 시계 : 일정시간동안 적 탱크의 움직임이 멈춘다.
- 헬멧 : 일정시간동안 마이탱크의 주변에 배리어가 쳐진 무적상태가 된다.
- 총 : 그냥 점수 아이템이라고 한다. 먹어도 변하지 않는다.

## 지형
지형은 총 7가지가 있다.
- 평지 - 평지 부분. 아무것도 없는 곳도 할 수 있다. 탱크도 총알도 통행 가능하다.
- 갈색 블럭 - 벽돌을 쌓아올린 모양을 하고 있으며 파괴가 가능하다. 보통 포에는 1칸씩 깎이지만 슈퍼 탱크는 한 방에 2칸씩 깎아낼 수 있다.
- 회색 블럭 - 딱 봐도 쇳덩어리처럼 생겼으며 일반 포로는 절대로 파괴할 수 없고 슈퍼 탱크로만 파괴가 가능하다.
- 숲 - 지나다니는데는 아무 지장이 없지만 적과 아군 가리지 않고 나무에 가려져서 잘 안 보이게 되기 때문에 숲이 많은 스테이지는 상당히 성가신 곳이 된다.
- 강 - 어떤 탱크도 그 위로 지나갈 수 없지만 포는 통과한다. 물론 제거하는 것은 불가능. 즉, 이동을 방해하는 지형이라고 할 수 있다.
- 얼음 - 이 위에서는 탱크를 움직일 때마다 "괙!"하는 특이한 효과음과 함께 미끄러진다. 그만큼 컨트롤이 어려워지니 될 수 있으면 얼음 지형 위에는 올라가지 않는 것이 좋다.
- 사령부 - 독수리 집이다.

## 대중문화
- 집으로... - 유승호가 휴대용 게임기로 하는 게임으로 나온다.
- 걸즈 앤 판처 극장판 GIRLS und PANZER der FILM - 미로에서 서로 다투는 장면이 이 게임와 유사하다.

## 같이 보기
- 탱크 바탈리안
- 탱크 포스
- 패밀리 컴퓨터 게임 목록